# Britta Sundh
Britta Kristina Sundh, född 18 mars 1913 i Öjaby, Kronobergs län, död 28 mars 1935 i Stockholm, var en svensk målare.
Hon var dotter till överstelöjtnanten Per Sundh och Alice Edén samt syster till överste Per Sundh. Sundh studerade konst vid Heymann Schule i München och Otte Skölds målarskola innan hon 1933–1935 studerade vid Kungliga konsthögskolan. Hon medverkade i PUB:s konstutställning i Stockholm 1934 med några oljemålningar. Hennes konst består av stilleben och fartyg.